# Perijámierpitta
De perijámierpitta (Grallaria saltuensis) is een zangvogel uit de familie Grallariidae (mierpitta). De vogel werd in 1946 beschreven als ondersoort door de Amerikaanse ornitholoog Alexander Wetmore en behoort tot het soortencomplex van het taxon muiscamierpitta (G. rufula). Volgens onderzoek dat in 2016 werd gepubliceerd kan het taxon als soort worden beschouwd op grond van afwijkende geluiden en anders gekleurd verenkleed. In 2020 werd aanvullend bewijs gevonden na publicatie van DNA-onderzoek. Daarom staat de vogel als aparte soort op de IOC World Bird List.

## Kenmerken
De vogel is gemiddeld 15 cm lang. Het is een gedrongen, overwegend bruin gekleurd vogeltje met een zeer kort staartje. De kop en de keel zijn iets lichter roodbruin dan de rest van het verenkleed, evenals de buik die licht grijsbruin van kleur is. Om het oog is een lichte ring. De vogel lijkt sterk op de noordelijke roestborstdwergmierpitta (G. ferrugineipectus) is, maar die is donkerder op de buik en heeft kortere poten.

## Verspreiding en leefgebied
De soort komt voor in de Serranía del Perijá, een berggebied op de grens van Colombia en Venezuela. De leefgebieden zijn struiken en andere ondergroei in montaan natuurlijk bos op hoogten tussen de 2300 en 3650 meter boven zeeniveau.

## Status
De perijámierpitta heeft een zeer beperkt verspreidingsgebied en daardoor is de kans op uitsterven aanwezig. De grootte van de populatie werd in 2016 door BirdLife International geschat op 2,5 tot 10 duizend volwassen individuen. De populatie-aantallen nemen af door habitatverlies. Het leefgebied wordt aangetast door ontbossing waarbij natuurgebied wordt gebruikt voor intensief agrarisch gebruik (waaronder de teelt van coca). Verder vormen mijnbouw en de aanleg infrastructuur bedreigingen. Om deze redenen staat deze soort als gevoelig op de Rode Lijst van de IUCN.